# Todaropsis eblanae
Todaropsis eblanae é uma espécie de molusco pertencente à família Ommastrephidae.
A autoridade científica da espécie é Ball, tendo sido descrita no ano de 1841.
Trata-se de uma espécie presente no território português, incluindo a zona económica exclusiva.